# Oplismenopsis najada
Oplismenopsis najada là một loài thực vật có hoa trong họ Hòa thảo. Loài này được (Hack. & Arechav.) Parodi mô tả khoa học đầu tiên năm 1937.